# SPY×FAMILY間諜家家酒
- 關於改編電視動畫，請見「SPY×FAMILY間諜家家酒 (動畫)」。
- 關於動畫電影，請見「劇場版 SPY×FAMILY CODE: White」。

《SPY×FAMILY間諜家家酒》是由遠藤達哉所創作的日本漫畫作品，在2019年3月25日起於日本《少年Jump+》上定期連載，台灣於《寶島少年EX》上連載。本作敘述一名身分為間諜的男性，和另一位實際工作是殺手的女性，以及一個能讀心的超能力者女孩，三人互相隱瞞真實身分所組成的虛假家庭間的家庭喜劇。《SPY×FAMILY間諜家家酒》在2020年版的《這本漫畫真厲害！》贏得男生篇第一名。截至2024年12月，單行本累積發行量突破3800萬冊。
2021年11月1日宣佈改編電視動畫，由WIT STUDIO與CloverWorks製作，於2022年4月和10月分兩期首度播出。2022年12月18日宣布製作電視動畫第二季與劇場版動畫，分別於2023年10月播出、2023年12月22日上映，2024年6月9日宣布製作第三季。

## 故事大綱
這是一個世界各國都在暗地裡進行激烈情報戰的時代，為了緩和處於敵對關係的西國（Westalis）與東國（Ostania）之間的緊張局勢，隸屬西國情報機構的一流間諜「黃昏」奉命調查東國政治人物唐納文·戴斯蒙德之政治陰謀。然而，戴斯蒙德深居簡出，唯一會公開露面的場合只有其子所就讀的東國名校——伊甸學園舉辦的懇親會，因此只有讓「自己的小孩」進入伊甸學園就讀，並以家長的身份參加懇親會，才有機會與其接觸。黃昏為顺利執行任務，以精神科醫生兼一家之主「洛伊德·佛傑」的身份掩人耳目，並於先後找到「女兒」安妮亞與「妻子」約兒組建起一個臨時家庭，殊不知安妮亞其實是有讀心能力的超能力者「實驗體007」；而看似溫柔善良的妻子，另一身份竟然是代號為「睡美人」的職業殺手。三人互相隱瞞真實身份，就此過起虛假的家庭生活。

## 登場人物
這裡只介紹作為故事四名主角的「佛傑一家四口」，其他角色請參考上方的角色列表。
〈黃昏〉洛伊德·佛傑（聲：江口拓也）
佛傑一家之主，真實身份是在東國從事諜報活動的西國頂尖間諜，代號〈黃昏〉。為了成為間諜而捨棄自己的本名，現在為了執行任務而使用伯林特綜合醫院精神科醫生洛伊德·佛傑的身分活動著。
〈實驗體007〉安妮亞·佛傑（聲：種崎敦美）
佛傑一家的最小成員，經歷某組織實驗而獲得讀心能力的超能力女童。是洛伊德為執行任務而領養的養女，為了進入伊甸學園就讀而謊稱是6歲，但實際年齡應為4、5歲左右。
〈睡美人〉約兒·佛傑（聲：早見沙織）
佛傑一家主婦，舊姓布萊爾，27歲。是洛伊德為了讓安妮亞入學而假結婚的妻子，表面是公務員，有一個弟弟。實際上隸屬於暗殺組織〈花園〉的職業殺手，代號〈睡美人〉，
〈實驗體8號〉彭德·佛傑（聲：松田健一郎）
佛傑一家的寵物，擁有預知能力的大型犬（推測犬種為大白熊犬），原是東國某組織的動物實驗體。名字取自安妮亞喜愛的諜報動畫《間諜大戰》主角「彭德曼」。

## 作品設定

### 地名
東人民共和國
本作品主要舞台，簡稱「東國」，影射冷戰時期的東德，該國採取多黨制的政黨體系，擁有「國家統一黨」、「國民黨」等等政黨存在。在先前的東西戰爭中受到嚴重破壞，如今仍在復興過程中。
伯林特
東國首都，影射現實中的德國首都柏林，擁有有軌電車、民用機場、及水族館等設施。
紐斯頓城堡
距離伯林特城市不遠的明克地區的一座古堡，現已變為主題樂園，花費一萬達克便能包租一天，設計參考德國霍亨索倫城堡。
西國
位於東國西側的鄰國，亦是影射冷戰時期的西德，也是主人公〈黃昏〉的祖國。與東國相比而言更加自由、開放，不但能迅速從戰爭中恢復過來，且積極與其他國家建立外交關係。
魯文
西國東部小鎮，〈黃昏〉童年時期的居住地，也是東西戰爭開戰時最先受到轟炸的地區。
胡牙利
作品中提及的虛構國家，僅作為東國情報機構的假說詞手冊中「偽裝出國」的專用模板。影射現實中的匈牙利，該國首都「歐布達」亦是影射布達佩斯。
北國
作品中提及的虛構中立國家，「赤紅馬戲團」成員比利·史奎爾劫持伊甸學園校車時，試圖要求東國政府釋放政治犯並遣送至北國，影射現實中的丹麥。

### 機構與團體
伊甸學園
東國歷史悠久的貴族學校，是各學術領域均為首屈一指的頂尖教育機構，滿6歲後即可申請入學，採取至19歲為止的13年全學年制，小學部6年制、初中部4年制及高中部3年制。全校學生大約有2500人，除了基本的入學考試外，還有父母需要同時出面的三方面試。篩選過程極為嚴苛，尤其重視家庭背景，加上學費高昂，因此在校學生的背景大多非富即貴。校內共有八大宿舍，依次分別為「史佩克特」、「克萊因」、「賽希爾」、「沃爾德」、「馬爾科姆」、「漢彌爾頓」、「維利爾斯」、與「蘿絲」。
校名影射《聖經》中伊甸園，同時借鑒英格蘭的伊頓公學。校園整體面積相當於一座小鎮，設備齊全、應有盡有，同時還包含小山丘、河流、湖泊、牧場、以及一座古城堡等設施。而校內許多環境均取自一些現實生活中的著名地標，例如學園入口廣場取自柏林洪堡大學的廣場，而學園內的人行橋設計取自歎息橋，而一部分學校建築設計均取自英國牛津大學及劍橋大學的建築。
校規十分嚴格，表現好的學生就會加一顆〈星星〉；反之只要表現不好就會加一道〈雷電〉。任何集滿八顆〈星星〉的學生就能成為稱作〈皇帝的學徒〉的優等生，反之任何集滿八道〈雷電〉的學生則會遭到退學處份。校方會依據成績優異以及對社會貢獻等事積的程度來頒發〈星星〉，但仍需要學生日積月累的努力及良好表現。而違規懲處方面則視情況而定，任何暴力行徑會直接處罰三道〈雷電〉。另外在校園期中與期末考試中，各科目的全年級成績前兩名的名次即可分別獲得一顆〈星星〉。反之，各科目分數若是在及格線（30分）以下，也會分別處罰一道〈雷電〉。
〈皇帝的學徒〉
伊甸學園最高榮譽的優等生團體，作為學園長達500年歷史的榮譽象征。擁有〈皇帝的學徒〉頭銜的優等生們能享有一些特權，例如能使用專屬的餐廳等等。
所有曾擁有該頭銜的優等生後來都成為知名政治家、藝術家、運動員、學者、技師等等，而且即使有拿過不止一個〈雷電〉的學生仍能獲得此頭銜。
懇親會
伊甸學園半年一度的傳統例行活動，僅限擁有〈皇帝的學徒〉頭銜的學生與其家長、以及過去曾獲得此頭銜的部分校友參加，為集結唐納文·戴斯蒙德在內的東國各界菁英與上流人士（VIP）的盛宴。
舉辦地點固定會在伊甸學園的「智慧之塔」，擁有極其森嚴、堪比首腦會談的維安程度。據稱西國情報機構曾經數次嘗試潛入卻至今未成功，任何可疑人物會在短時間內被維安人員網捕。
西國情報局對東課〈WISE〉
以維持東西兩國和平為使命的西國情報機構，由〈黃昏〉等眾多頂尖間諜所效力，一向透過臥底、竊聽、滲透、破壞行動、包括暗殺等各種間諜活動來維護東西和平，而組織標誌為一隻「監視東方」的眼睛。
組織專用打招呼方式為「午安，或者是晚安…」，會使用不同的暗號或密碼進行聯絡、傳達訊息、指令或情報，大多都是以動物為基礎，另外有一些是直接靠字面音節進行暗示。
原型參考英國秘密情報局，位於西國的情報局總部大樓的外觀亦是參考SIS大樓。
佛傑家
由西國頂尖間諜〈黃昏〉為執行WISE行動代號〈梟〉，相繼招收原是孤兒的女兒安妮亞、東國市政府公務員的妻子約兒、以及原是動物實驗體的寵物彭德，臨時組建而成的一個虛假一家四口。
公園路128號
佛傑家現住址，位於伯林特西區的排屋，外觀設計取自英國倫敦的庚斯博羅酒店（Gainsborough Hotel）。
戴斯蒙德家
由東國政治家唐納文·戴斯蒙德、妻子梅琳達、長子德米特律斯、以及次子達米安組成一家四口，作為東國前第一家庭，亦是東國最有權勢的家族。其家徽是一隻獅鷲，呈現出家族的威嚴、氣度與驕傲。
家族企業為「戴斯蒙德集團」，作為在東國擁有112家子公司的公司集團，之後也與「古魯曼製藥公司」併購。
國家統一黨
以唐納文·戴斯蒙德為首的東國極右派在野黨，其影響力足以威脅到東西兩國的和平，影射現實中已解散的德國統一社會黨。
愛國婦女會
以梅琳達·戴斯蒙德為首的東國上流社會婦女團體，其成員都是梅琳達身為首相夫人時期的朋友，之後包括偶然與梅琳達相識的約兒，平時會以排球等各項活動或舉辦茶會的方式群聚。
花園
藏於東國地下世界的精英暗殺組織，專門奉地下政府的命令誅殺任何“賣國賊”，實質上作為非官方的民兵組織。組織已有近百年的歷史，但對絕大部分國民而言如同都市傳說一樣的存在。
內部由〈睡美人〉約兒等眾多菁英殺手所效力，聽命於領袖〈店長〉行動，據稱光是一名殺手就擁有足以殲滅一個中隊的力量。
國家保安局
以維持東國治安為目的的國內防間諜機構，被〈黃昏〉稱為「WISE的天敵」，其主要工作為捉拿間諜以及監視市民等，其成員被市民稱為“秘密警察”，為了任務所進行的暴行，例如竊聽、脅迫、拷問均為家常便飯。
原型參照東德史塔西，位於東國的保安局總部大樓亦是參考史塔西總部。其徽章設計借鑒史塔西徽章，並加入荷魯斯之眼以及帝國鷹的元素。
伯林特市政府
由約兒與她的同事所任職的東國地方政府單位，又名「伯林特市公所」，內部由審計、財務、政策、產業振興等部門所組成。
大樓外觀設計參考柏林的紅色市政廳，也是作為WISE的其中一處情報來源地。
伯林特綜合病院
伯林特面積最大、歷史最為悠久的醫院，是〈黃昏〉以偽裝身份所任職的工作地點，由於是東國政經界及軍方大佬就醫的必來之處，因此也作為WISE的其中一處情報來源地。
布萊克貝爾重工
東國大型軍事工業，也是安妮亞的摯友貝琪·布萊克貝爾的家族企業，自第一次東西戰爭以來便是東軍的主要軍械供應。與戴斯蒙德企業雖是主要商業夥伴，但目前與戰爭計劃毫無瓜葛。
坎貝爾頓
由東國資產家凱比·坎貝爾與其網球俱樂部會員們主辦的地下網球公開賽，也是聚集東國大量財經界大佬以及地下世界居民進行體育賭博的非法賽事，內部默許任何形式的比賽造假手段。
原型取自英國溫布頓網球錦標賽，而比賽一般均由眾名流僱傭的專業選手出賽，而一般人若能負擔起高額參賽費便也能參與，冠軍能從坎貝爾的美術收藏品中任選一樣作為獎品。
葛雷切黑幫家族
東國黑社會作為一大勢力的黑幫世家，因代代秉持道義而備受〈花園〉等大部分黑幫勢力尊敬。直到不久前發生內部鬥爭，導致家族首領與他的兩個兒子都被害，使家族勢力、財力、與餘下成員全部遭受簒奪者的掌控。
羅蕾萊公主號
東國的一艘知名豪華郵輪，一般都是環繞東國近海島嶼進行三天兩夜的固定航程，原型參照瑪麗皇后二號。
赤紅馬戲團
東國激進派武裝組織，接受部分國家資金援助、在東國內部隨機發動恐怖活動。原先是宣揚自由與平等的學生運動，然而經過政府的暴力鎮壓下才淪為恐怖組織。
大部分成員都已被捕且在獄中處死，另一部分成員則是遭到〈睡美人〉殲滅，只剩下一小部分殘黨仍在活動。

### 用語
戰爭
距今數十年期間發生的兩個由東國與西國之間因“衝突”而爆發的大規模戰爭，是以現實世界發生的兩次世界大戰為背景。
第一次東西戰爭於距今47年前開戰，起因是東西兩國之間因文化與政治差異所導致的衝突。在當時身為年輕教師的亨利·韓德森以及前軍人瑪莎·馬瑞歐的回憶中，東軍曾用廣播煽動民心、降低征兵年齡、在伊甸學園開展政治宣傳以及強制性軍事訓練課程，還將原本作為後方支援的「國防婦女軍」強行送上前線作戰，並且嚴懲任何“反動分子”。這場戰爭最終以兩敗俱傷的停戰告終，而東軍傷兵在戰爭結束的幾星期內陸續被送回家鄉。
第二次東西戰爭以西國東部小鎮魯文所發生的空襲為導火索，也造成〈黃昏〉成為戰爭孤兒。關於戰爭起因之說法都各不相同，普遍說法是前東國首相兼「國家統一黨」黨魁查普曼在任時期率先向西國宣戰，但東國也有陰謀論稱是西國自導自演發生在魯文的空襲、或是西國政府暗中委託第三國煽動東國軍隊而起。這場戰爭於距今10年前告終，雙方國家都遭受嚴重破壞且傷亡慘重，不得已之下重新建立外交關係。
達克
東國與西國通用的通貨單位，一般會以「Đ」號表示，而硬幣則是以「便特」為單位。100便特相當於1達克，而1達克相當於日幣320圓（2.20美元）。
行動代號〈梟〉
由西國情報局所提出，再由WISE頂尖間諜〈黃昏〉為首進行的長期作戰，目標是為了刺探東國政治要人、「國家統一黨」黨魁唐納文·戴斯蒙德針對東西兩國的戰爭全面計劃與佈局，而該行動成敗將會是決定東西兩國乃至世界和平的關鍵。
為了接觸到平時深居簡出、僅僅會在「伊甸學園」半年一度懇親會上露面的戴斯蒙德，任務的第一階段是要求〈黃昏〉在短時間內組建一個虛假的「佛傑一家三口」，並讓孩子進入「伊甸學園」就讀，且在最快的時間內成為「皇帝的學徒」。而第二階段是由〈黃昏〉以家長的身份參加懇親會，接近戴斯蒙德打好關係並「持續接觸」，獲得其信任並挖出戰爭情報。
考慮到計劃A難以完成，〈黃昏〉想出作為備用方案的計劃B「好朋友大作戰」，即是讓安妮亞與同班的戴斯蒙德次子達米安成為好朋友，進而受邀前去其家中得以直接接觸戴斯蒙德。此計劃一旦行不通，則由計劃C「媽媽朋友大作戰」替代，利用妻子約兒與戴斯蒙德妻子梅琳達偶然建立的友情來挖掘可用情報。
計劃
東國舊政權所主導的一項軍用動物研究計劃，專門培養高智商動物用於軍事方面，其中不但有「博倫公司」在內的多家生技與製藥企業參與，還反復進行過許多牽扯動物虐待的人道性爭議科學實驗。後來隨著舊政權垮台，研究到一半的計劃隨之停擺，一部分遺留下來的動物實驗體流入黑市，後被大學生恐怖團體利用而重見天日，其中包括在實驗中獲得預知能力的「彭德」。
計劃名同樣是影射《聖經》中伊甸園「知善惡樹」上結的禁果。
《間諜大戰爭》
東國的一部間諜主題的動畫劇集，又稱《間諜大戰》，其主人公為「彭德曼」（聲：中野泰佑），備受安妮亞等眾多東國兒童歡迎，同時也發展為漫畫書系列。
該動畫致敬007系列電影，主人公「彭德曼」亦是致敬「007」詹姆斯·龐德，而標題則是致敬《星際大戰》（STAR WARS）。
《伯林特戀曲》
東國的一部愛情主題的電視肥皂劇，備受貝琪等眾多觀眾喜愛，主要內容為已訂婚的男主角「文森」與愛上他的東國女子「索妮雅」糾纏不清的故事。
該劇集致敬德國真實的電視劇《柏林戀曲》。

## 創作過程
遠藤的前一篇作品《月華美刃》在2010年至2012年連載，完結之後他陸續畫了三篇單篇：《煉獄的阿西婭》（煉獄のアーシェ）、《予石薄紅 予鐵以星》（石に薄紅、鉄に星）和《I SPY》，《SPY×FAMILY間諜家家酒》便是由這三篇作品的要素集結而成的作品。其中最主要的前身是刊載於《Jump Square》2018年3月號的單篇漫畫《I SPY》，主角是防衛省底下一名人稱「面貌不明的幽靈」（顔のない幽霊）的男間諜「A4」，擅長使用變裝技巧執行任務，暗中守護日本，卻誤把一個對他釋出好意的奇怪女高中生當成敵人。《月華美刃》完結的幾年來，遠藤都沒有開新連載的打算，但讀者對《I SPY》的好評促使他開始執筆間諜題材的連載。遠藤跟著長年合作的責任編輯林士平從《Jump Square》來到《少年Jump+》，《SPY×FAMILY間諜家家酒》的草案在編輯部內的反響相當好，甚至在開會之前就幾乎確定放行。
本作的草案原本沒有標題，林士平給其一個暫定標題（也就是Spy Family的日文片假名）。後來遠藤與林士平花了很多時間認真思考標題，遠藤覺得逕自以日文作標題太過直白，並想了其他一百多個標題。標題最後採用了英文「SPY FAMILY」，並在兩個單字中間加上「×」。
遠藤先前的作品都較為黑暗，此次林士平和他討論過，同意不畫沉重的東西，希望《SPY×FAMILY間諜家家酒》能成為明亮且歡樂的漫畫。另外據林士平所說，雖然遠藤也能畫出線條緻密的漫畫，不過在本作中盡量簡化，力求容易理解。
遠藤將本作的背景籠統地設定在1960年至1970年代。因為正好介於古代和現代之間，有時會無法確定某些事物當時存不存在，遠藤自稱如果遇到這種狀況就會以純屬虛構為名敷衍了事。在初期設定中，各個角色的樣貌都和現有的樣子不大相同，比如安妮亞最初年紀較大且看起來陰沉，弗朗基甚至是以安妮亞的叔叔而非協助者的角色存在。佛傑一家的狗「彭德」在單行本第4卷加入，不過牠在初期設定中即有出現。初期設定中彭德的犬種明顯不同，現有的樣子是按照大白熊犬畫出來的。彭德設計的核心理念是「沒幹勁的狗」，原本遠藤想把牠取名為「花生」，但為了避免讀者聯想到另一隻白狗角色（應是指登場於《花生漫畫》的史努比）而作罷。安妮亞的設計靈感來自三篇單篇之一《煉獄的阿西婭》的女主角「阿西婭」。

### 單行本封面
單行本每一集封面出現的椅子都是知名的設計椅，這個想法是由遠藤在很早的時候所提出。
- 第1卷漫畫封面人物為洛伊德·佛傑，其座椅為勒·柯布西耶所設計的LC2扶手椅（英语：Grand Confort）（LC2 Armchair）。
- 第2卷漫畫封面人物為安妮亞·佛傑，其座椅為赫爾曼米勒公司（英语：MillerKnoll）中喬治·納爾遜（英语：George Nelson (designer)）工作室的歐文・哈珀（英语：Irving Harper）所設計帶有普普藝術風格的棉花糖沙發（英语：Marshmallow sofa）（Marshmallow Sofa）。
- 第3卷漫畫封面人物為約兒·佛傑，其座椅為伊姆斯夫婦（英语：Charles and Ray Eames）所設計的La Chaise雲朵椅，以法國雕塑作品「Floating Figure」為靈感打造。此外還有掛於佛傑家客廳畫作中的四張DSR蛋殼椅，也是伊姆斯夫婦的作品之一。
- 第4卷漫畫封面人物為彭德·佛傑，其座椅為埃羅·阿尼奧所設計的球椅（Ball Chair）。
- 第5卷漫畫封面人物為尤利·布萊爾，其座椅為路德維希·密斯·凡德羅和莉莉·赖希所設計的巴塞隆納椅（Barcelona Chair）。
- 第6卷漫畫封面人物為費歐娜·佛洛斯特，其座椅為维纳尔·潘顿所設計的愛心甜筒椅（Heart Cone Chair）。
- 第7卷漫畫封面人物為達米安·戴斯蒙德，其座椅為查爾斯·雷尼·麥金托什所設計的柳條椅（Willow Chair）。
- 第8卷漫畫封面人物為佛朗基·富蘭克林，其座椅為伊姆斯夫婦（英语：Charles and Ray Eames）所設計的伊姆斯休閒椅（Eames Lounge Chair & Ottoman）。
- 第9卷漫畫封面人物為貝琪·布萊克貝爾，其座椅為赫爾曼米勒公司（英语：MillerKnoll）中的喬治·納爾遜（英语：George Nelson (designer)）所設計的椰子椅（Coconut Chair）。
- 第10卷漫畫封面人物為〈參謀〉（幼年〈黃昏〉），坐在被毀建築物的瓦礫上。
- 第11卷漫畫封面人物為艾彌爾·艾爾曼與尤恩·愛吉博格，其座椅為查爾斯·雷尼·麥金托什所設計的別墅高背椅（Hill House Chair）。
- 第12卷漫畫封面人物為席爾薇雅·薛伍德，其座椅為哈里·貝爾托亞（英语：Harry Bertoia）所設計的鑽石椅（英语：Diamond chair）（421號）（Diamond Chair (No. 421)）。
- 第13卷漫畫封面人物為卡蜜拉、米莉·邁爾斯與雪倫，三人的座椅為埃羅·薩里寧所設計的鬱金香椅（Tulip chair）。
- 第14卷漫畫封面人物為亨利·韓德森，其座椅為法蘭克·洛伊·萊特所設計的羅比椅（Robie Chair）。
- 第15卷漫畫封面人物為瑪莎·馬瑞歐，其座椅為漢斯·維納所設計的孔雀椅（The Peacock Chair）。

## 連載開始
《SPY×FAMILY間諜家家酒》於2019年3月25日起在漫畫平台《少年Jump+》連載，每兩週的星期一更新。同一天發行的《週刊少年Jump》2019年17號收錄有本作的預告漫畫。
單行本第1卷發行之時，在《週刊少年Jump》2019年32號（2019年7月8日發售）刊載了32頁的出張短篇，後收錄在單行本第2卷中。遠藤稱，考量到《週刊少年Jump》的讀者可能沒看過本篇，所以內容偏向介紹性質，並且忽略本篇的季節安排，畫了帶有夏日氣息的應景內容。
第2卷發售時再度安排出張，刊載於2019年47號，後收錄於第3卷中。對於第二次出張，遠藤稱，顧慮初見讀者的同時還得畫出與第一次出張不同的旨趣，可說是相當困難。

## 出版書籍

### 漫畫
| 卷數 | 集英社         | 集英社                 | 東立出版社         | 東立出版社             | 東立出版社     | 東立出版社             | 文化发展出版社 | 文化发展出版社         | 封面人物                    |
| 卷數 | 發售日期       | ISBN                   | 首刷附錄版／限定版 | 首刷附錄版／限定版     | 通常版         | 通常版                 | 發售日期       | ISBN                   | 封面人物                    |
| 卷數 | 發售日期       | ISBN                   | 發售日期           | EAN/ ISBN              | 發售日期       | ISBN                   | 發售日期       | ISBN                   | 封面人物                    |
| ---- | -------------- | ---------------------- | ------------------ | ---------------------- | -------------- | ---------------------- | -------------- | ---------------------- | --------------------------- |
| 1    | 2019年7月4日   | ISBN 978-4-08-882011-8 | 2019年12月20日     | EAN 471-0601-04045-4   | 2020年1月16日  | ISBN 978-957-26-4265-8 | 2021年5月      | ISBN 978-7-5142-3129-8 | 洛伊德·佛傑                 |
| 2    | 2019年10月4日  | ISBN 978-4-08-882120-7 | 2020年3月26日      | EAN 471-0601-04046-1   | 2020年4月29日  | ISBN 978-957-26-4266-5 | 2021年5月      | ISBN 978-7-5142-3230-1 | 安妮亞·佛傑                 |
| 3    | 2020年1月4日   | ISBN 978-4-08-882183-2 | 2020年5月4日       | EAN 471-0601-04219-9   | 2020年5月11日  | ISBN 978-957-26-4755-4 | 2021年11月     | ISBN 978-7-5142-3497-8 | 約兒·佛傑                   |
| 4    | 2020年5月13日  | ISBN 978-4-08-882183-2 | 2020年7月31日      | EAN 471-0601-04305-9   | 2020年7月31日  | ISBN 978-957-26-5315-9 | 2021年11月     | ISBN 978-7-5142-3498-5 | 彭德·佛傑                   |
| 5    | 2020年9月4日   | ISBN 978-4-08-882463-5 | 2020年11月30日     | EAN 471-0601-04376-9   | 2020年12月7日  | ISBN 978-957-26-5823-9 | 2022年8月      | ISBN 978-7-5142-3779-5 | 尤利·布萊爾                 |
| 6    | 2020年12月28日 | ISBN 978-4-08-882545-8 | 2021年3月26日      | EAN 471-0601-04258-8   | 2021年4月1日   | ISBN 978-957-26-6261-8 | 2022年8月      | ISBN 978-7-5142-3780-1 | 費歐娜·佛洛斯特             |
| 7    | 2021年6月4日   | ISBN 978-4-08-882669-1 | 2021年11月1日      | ISBN 978-957-26-7399-7 | 2021年11月8日  | ISBN 978-957-26-7287-7 | 2023年9月      | ISBN 978-7-5142-3987-4 | 達米安·戴斯蒙德             |
| 8    | 2021年11月4日  | ISBN 978-4-08-882843-5 | 2021年12月16日     | ISBN 978-957-26-7964-7 | 2021年12月23日 | ISBN 978-957-26-7963-0 | 2023年9月      | ISBN 978-7-5142-4073-3 | 弗朗基·富蘭克林             |
| 9    | 2022年4月4日   | ISBN 978-4-08-883076-6 | 2022年5月30日      | ISBN 978-957-26-9294-3 | 2022年6月2日   | ISBN 978-957-26-9124-3 | 2024年4月      | ISBN 978-7-5142-4289-8 | 貝琪·布萊克貝爾             |
| 10   | 2022年10月4日  | ISBN 978-4-08-883127-5 | 2022年11月28日     | ISBN 978-626-347-523-6 | 2022年12月5日  | ISBN 978-626-347-464-2 | 2024年4月      | ISBN 978-7-5142-4290-4 | 〈參謀〉                    |
| 11   | 2023年4月4日   | ISBN 978-4-08-883313-2 | 2023年7月21日      | ISBN 978-626-372-132-6 | 2023年7月21日  | ISBN 978-626-360-776-7 | 2024年12月     | ISBN 978-7-5142-4458-8 | 艾彌爾·艾爾曼 尤恩·愛吉博格 |
| 12   | 2023年10月4日  | ISBN 978-4-08-883675-1 | 2023年12月21日     | ISBN 978-626-020-327-6 | 2023年12月28日 | ISBN 978-626-020-296-5 |                |                        | 席爾薇雅·薛伍德             |
| 13   | 2024年3月4日   | ISBN 978-4-08-883839-7 | 2024年4月26日      | ISBN 978-626-02-0329-0 | 2024年5月3日   | ISBN 978-626-02-0328-3 |                |                        | 卡蜜拉 米莉·邁爾斯 雪倫     |
| 14   | 2024年9月4日   | ISBN 978-4-08-884154-0 | 2025年2月4日       | ISBN 978-626-02-3292-4 | 2025年2月4日   | ISBN 978-626-02-2950-4 |                |                        | 亨利·韓德森                 |
| 15   | 2025年3月4日   | ISBN 978-4-08-884337-7 | 2025年7月24日      | ISBN 978-626-02-4993-9 | 2025年7月24日  | ISBN 978-626-02-4529-0 |                |                        | 瑪莎·馬瑞歐                 |

公式漫迷手冊 EYES ONLY
| 卷數 | 集英社       | 集英社                 | 東立出版社    | 東立出版社             |
| 卷數 | 發售日期     | ISBN                   | 發售日期      | ISBN                   |
| ---- | ------------ | ---------------------- | ------------- | ---------------------- |
| 全   | 2022年5月2日 | ISBN 978-4-08-883118-3 | 2024年4月18日 | ISBN 978-626-347-699-8 |

### 小說
小說《SPY×FAMILY間諜家家酒 家人的肖像（家族の肖像）》由矢島綾撰寫，原作遠藤達哉負責插畫。
| 冊數 | 集英社       | 集英社                 | 東立出版社     | 東立出版社                           |
| 冊數 | 發售日期     | ISBN                   | 東立出版社     | 東立出版社                           |
| 冊數 | 發售日期     | ISBN                   | 發售日期       | ISBN                                 |
| ---- | ------------ | ---------------------- | -------------- | ------------------------------------ |
| 全   | 2021年7月2日 | ISBN 978-4-08-703512-4 | 2021年12月6日  | ISBN 978-957-268-099-5（首刷限定版） |
| 全   | 2021年7月2日 | ISBN 978-4-08-703512-4 | 2021年12月13日 | ISBN 978-957-268-098-8               |

## 評價與榮譽
本作是《少年Jump+》有史以來第一部在剛連載第一話時留言數就突破2000則、到第五話時閱覽數就超過300萬大關的漫畫。漫畫第一冊推出後不久即宣布再版，發售後第22天就銷售超過30萬本，也是2019年7到9月同期漫畫銷售量第一的作品。在第五卷發售後銷售量已突破600萬（包括電子版）。2021年6月4日第七卷發售時包含電子版在內，成為《少年Jump+》首部銷量突破1000萬的作品，2021年11月4日第八卷發售時，總銷量已達到1250萬冊以上。2022年4月，動畫開播前夕宣布已突破1500萬部。2022年5月，單行本發行量突破2100萬部。2022年10月第十卷發售及動畫下半季開播時，官方宣布單行本發行量突破2650萬部。2023年4月，單行本累積發行量突破3000萬部。2024年12月，單行本發行量突破3800萬部。
2019年8月，得到第五屆《下一部人氣漫畫大賞》的網路漫畫類別的票選第一名，成為2019年《少年Jump+》最有人氣的作品。2023年8月，本作登場角色安妮亞·佛傑被《新聞週刊》日本版雜誌選為世界尊敬的百大日本人之一，也是少數登上該榜單的虛構角色。2023年BookLive讀者票選青少年漫畫第3名。
| 獲獎年份 | 典禮                                    | 部門和獎項                    | 獲獎對象   | 結果  | 來源   |
| -------- | --------------------------------------- | ----------------------------- | ---------- | ----- | ------ |
| 2019年   | 下一部人氣漫畫大賞 2019                 | 網路漫畫類別                  | SPY×FAMILY | 第1名 | [ 35 ] |
| 2019年   | 漫畫第一冊銷售量排名（2019年7月～9月）  |                               | SPY×FAMILY | 第1名 | [ 36 ] |
| 2019年   | Google Play「Best of 2019」             | 用戶投票部門                  | SPY×FAMILY | 獲獎  | [ 37 ] |
| 2019年   | 讀者選擇，2019年最佳新作漫畫排行榜100強 |                               | SPY×FAMILY | 第2名 | [ 38 ] |
| 2019年   | Apple Store「Best of Books 2019」       | 最佳少年漫畫                  | SPY×FAMILY | 獲獎  | [ 39 ] |
| 2019年   | 這本漫畫真厲害！2020                    | 男性部門                      | SPY×FAMILY | 第1名 | [ 40 ] |
| 2020年   | 全國書店店員推薦漫畫2020                |                               | SPY×FAMILY | 第1名 | [ 41 ] |
| 2020年   | 第24屆手塚治虫文化賞                    |                               | SPY×FAMILY | 提名  | [ 42 ] |
| 2020年   | 漫畫大賞2020                            |                               | SPY×FAMILY | 第2名 | [ 43 ] |
| 2020年   | 第4屆TSUTAYA漫畫票選大獎                |                               | SPY×FAMILY | 大獎  | [ 44 ] |
| 2022年   | 日本博覽會                              | 金達摩獎 漫畫部門             | SPY×FAMILY | 大獎  | [ 45 ] |
| 2023     | 日本博覽會                              | 金達摩獎 最佳生活片段動畫部門 | SPY×FAMILY | 大獎  | [ 46 ] |

## 動畫

### 電視動畫
2021年11月1日宣佈動畫化，首季拆分為兩部分播出，第1部分於2022年4月至6月播出，第2部分於同年10月至12月播出。2022年12月18日宣佈製作電視動畫第2季，於2023年10至12月播出。2024年6月9日宣布製作第三季，預定於2025年10月播出。

### 劇場版
2022年12月18日宣佈製作劇場版，並於2023年12月22日上映。劇場版動畫中還引入遠藤達哉全新創作的故事和角色設計。

## 音樂劇
2022年4月，宣布製作音樂劇。同年9月30日，公佈主要演員。同年12月14日，於「2022 FNS歌謠祭」公佈安妮亞的兒童演員。
2023年3月8日至29日，於東京都帝國劇場公演；2023年4月，於兵庫縣兵庫藝術文化中心KOBELCO大廳公演；2023年5月，於福岡縣博多座公演。

### 演員
- 洛伊德·佛傑（雙演員）：森崎溫、鈴木擴樹[50]
- 約兒·佛傑（雙演員）：佐佐木美玲（日向坂46）、唯月風香[50]
- 安妮亞·佛傑（四演員）：池村碧彩、井澤美遙、福地美晴、增田梨沙[52]
- 尤利·布萊爾（雙演員）：瀧澤翼（円神）、岡宮來夢[50]
- 費歐娜·佛洛斯特：山口乃乃華
- 弗朗基·富蘭克林：木内健人
- 亨利·韓德森：鈴木壯麻
- 席爾薇雅·薛伍德：朝夏真人
- 多明尼克：楢木和也

### 工作人員
- 作曲、編曲、音樂監督：上村周平[50]
- 劇本、作詞、演出：G2[50]

## 外部連結
- 少年Jump+連載頁（日語）
- MANGA Plus連載頁（英文）
- 原作官方的Instagram帳戶